# Terremoto di Bursa del 1855
Il terremoto di Bursa del 1855 si verificò il 28 febbraio, con una magnitudo stimata di 7,02±0,64 Mw Un devastante terremoto precursore che ebbe luogo a Kırmasti (oggi rinominata Mustafakemalpaşa), una città della Provincia di Bursa, in Turchia, causò gravi distruzioni in tutta Bursa e in altre città vicine. Morirono 300 persone, migliaia di case e luoghi di lavoro furono distrutti e alcuni monumenti ed edifici storici, tra cui moschee, crollarono. In seguito, il fuoco si è diffuso in città, aumentando il bilancio delle vittime.
L'11 aprile 1855, una scossa di assestamento del terremoto del 28 febbraio fu registrata come Mw 6,65±0,33. Questa scossa di assestamento colpì la regione da Gemlik a Mudanya. Morirono 1300 persone. Gökmenzâde Hacı Çelebi scrisse di questi terremoti nel suo libro İşaret-numa, scritto in lingua turca ottomana.